# 余家菊
余家菊（1898年—1976年5月12日），字景陶，又字子渊，男，湖北黄陂人。中华民国教育家、思想家、社会活动家，国家主义教育学派代表人物，中国青年党领袖之一。

## 生平
余家菊生在湖北省黄陂县一个书香世家。1912年，考入私立武昌中华大学预科班。1915年，入大学本科中国哲学门学习，1918年6月毕业。1919年7月，余家菊经王光祈介绍，参加“少年中国学会”，并常在该会的机关刊物《少年中国》上发表文章。
1920年2月，余家菊考入北京高等师范学校教育研究科第一班，并且开始翻译西方哲学著作。1921年3月，余家菊应河南省立第一师范学校聘请，在该校授课，并兼任河南省教育厅编辑。1921年7月，兼任河南留学欧美预备学校（今河南大学的前身）教师。1922年，以教育部公费生派赴英国留学，起初入伦敦大学学习心理学一年，后转入爱丁堡大学学习哲学。1924年夏归国，担任武昌大学教育哲学系主任。
余家菊留学时，系统研究了和教育学有关的各个方面问题
，重点研究了心理学，将心理学作为教育学的重要基础。1922年起，余家菊开始研究国家主义教育，并撰文宣传。1923年10月，余家菊、李璜合著的论文集《国家主义的教育》由中华书局出版。1925年，余家菊又写成《国家主义教育学》一书。1925年春，余家菊进入中华书局，与曾琦创办《醒狮》周刊，并任教育副刊编辑。同年夏，余家菊加入中国青年党，与李璜、陳啓天等人发起组织“国家教育协会”。1926年，余家菊在南京的国立东南大学任教，后来赴中国北方各地鼓吹国家主义教育。1928年，到中国东北的私立冯庸大学任国文教员，并主编《东三省民报》副刊。1929年底，遭到北洋政府逮捕，关押10天。1930年，余家菊先后在北京师范大学、北京大学任教。1935年，余家菊任北平中国大学哲学教育系主任。
1937年秋，应河南大学校长刘季洪之邀，余家菊任该校教育系教授、系主任。在任期间，余家菊一方面将西方教育理念尤其是西方教育哲学引入河南大学，推进教育教学改革，另一方面开展教育研究，开始准备撰写《教育与人生》。
抗日战争时期，国民参政会在汉口成立，余家菊连任一至四届国民参政会参政员。后来，余家菊先后出任制宪国民大会代表，第一届国民大会代表。1949年，余家菊赴台北市寓居。1969年（民国58年），随着左舜生重建中国青年党，陳啓天、左舜生、余家菊、李璜、胡国偉5人就任党主席。
1976年5月12日，余家菊在台北市逝世。

## 著作
- 《英国教育要览》
- 《国家主义概论》
- 《国家主义的教育》
- 《国家主义教育学》
- 《教育社会哲学》
- 《教育哲学史》